# FV438 Swingfire
FV438 Swingfire là tên một loại xe bọc thép chống tăng của quân đội Anh.
Nó được phát triển từ dòng FV340 và thêm hệ thống phóng tên lửa Swingfire.
FV438 có tổng cộng hai ống phóng có thể phóng cùng một lúc 14 quả tên lửa.Số tên lửa này có thể nạp vào từ bên ngoài hoặc bên trong tuỳ theo tình huống.FV438 không dùng hệ thống định vị tên lửa thay vào đó vì kích thước nhỏ gọn của mình, nó có thể di chuyển rất gần mục tiêu và sau đó bắn xối xả 14 quả tên lửa khiến cho mục tiêu không kịp phản ứng.Sau khi bắn, FV480 có thể quay về phía sau(quay 90 độ) ngay lập tức.
Khi lần đầu được đưa vào sử dụng năm 1970, nó được phân vào các sư đoàn pháo binh.Vào giữa năm 1980, nó được phân vào lực lượng thiết giáp hoàng gia.Cuối cùng, nó được hoạt động riêng lẻ như các trung đoàn chống tăng, mỗi trung đoàn được trang bị 9 chiếc FV480.